# Prosoplus ochreosparsus
Prosoplus ochreosparsus là một loài bọ cánh cứng trong họ Cerambycidae.